# Grillplatte

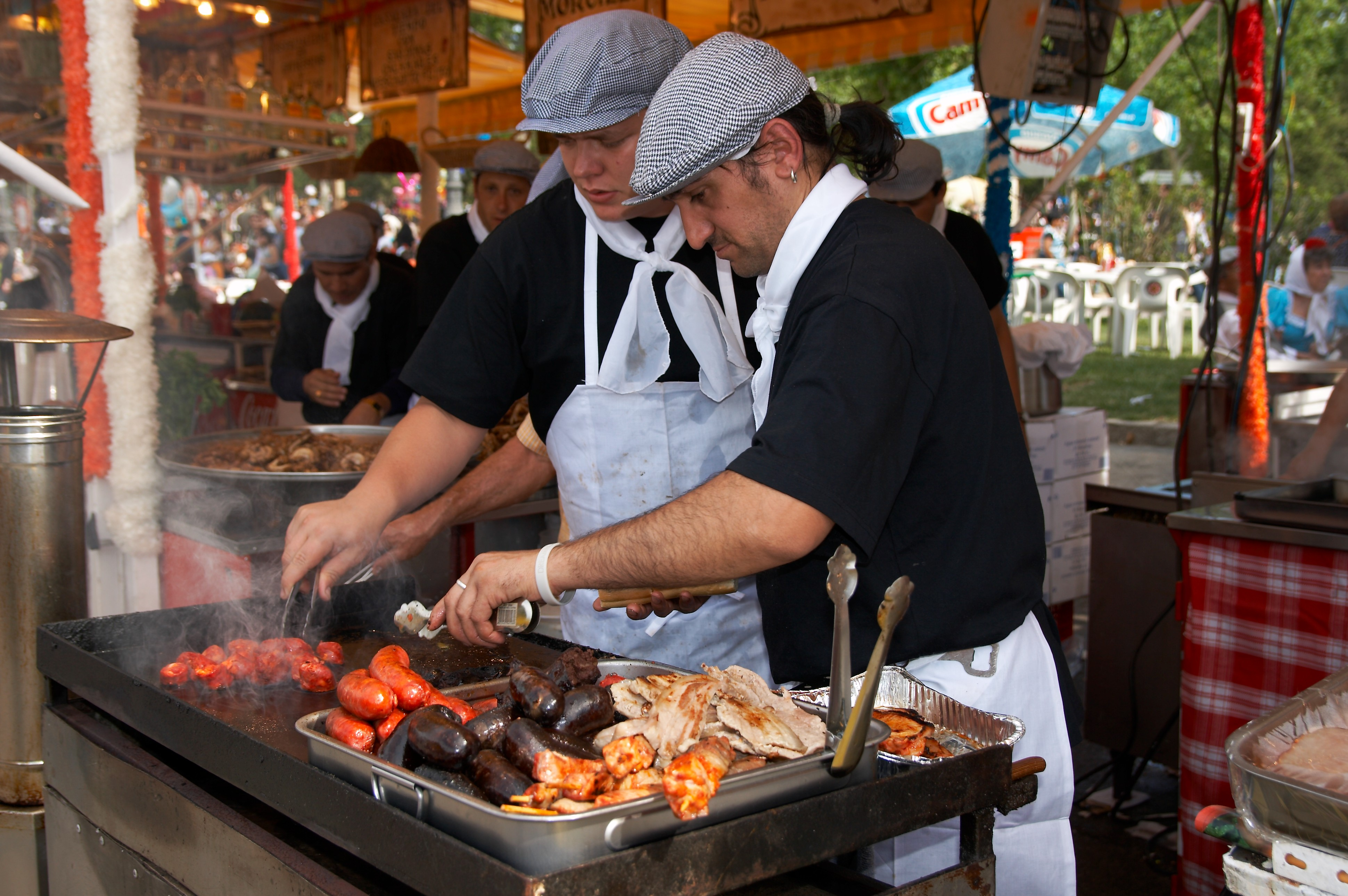
Kochen auf einer Grillplatte in Madrid

Eine Grillplatte oder Griddleplatte ist ein Gerät zur Speisenzubereitung, bei dem die Lebensmittel auf einer glatten oder geriffelten von unten beheizten Oberfläche gegart werden. Sie werden vorwiegend in der gewerblichen Küche eingesetzt. Ihre Funktion ist vergleichbar mit der eines Bräters. Der Begriff Griddle stammt aus dem Englischen und bezeichnet ein flaches Bratelement.

## Aufbau und Abgrenzung
Technisch handelt es sich um eine einfache Konstruktion, bei der die Oberfläche nahezu ausschließlich Bratfläche ist. Erwärmt wird diese durch eine im Unterbau eingesetzte Hitzequelle. Verfügbar sind Bauarten mit Strom oder Erdgas. Die Bratoberfläche kann glatt oder geriffelt sein. Grillplatten werden in der Gastronomie typischerweise für die Zubereitung von Fisch- und Fleischgerichten sowie für Beilagen verwendet. In größeren gewerblichen Küchen werden in der Regel Standgeräte verwendet, während in Bistros und Imbissen oft Auftisch-Versionen anzutreffen sind. Betriebswirtschaftlich bieten Grillplatten eine groß dimensionierte Bratfläche für hohes Volumen an Bratgut.
- Zu den Grillplatten gehören die weiterhin in Spanien, aber auch in Frankreich genutzten Planchas.
- Das japanische Teppan ist optisch einer Plancha ähnlich.
- Eisenpfannen und gusseiserne Pfannen mit flachem Boden bieten ähnliche Ergebnisse.
- Die glatte oder geriffelte Oberfläche der Grillplatte unterscheidet diese vom Gitter des Rostgrills. Die Hitze wirkt bei letzterem sowohl indirekt auf das Gargut über die Stangen als auch direkt durch die Zwischenräume.

## Plancha
Die Plancha (span. heißes Eisen, auch Bügeleisen) ist eine Art des Grills, die aus Spanien stammt. Ihr Hauptmerkmal ist die 6–18 mm starke und glatte (also geschlossene) Grillplatte aus Stahl (auch nichtrostend), emailliertem Gusseisen oder Aluminium. Die Plancha gibt es als Standgerät mit Gas- oder Elektrobrennern oder zum Auflegen auf herkömmliche Rostgrills. Sie ist leicht abgeschrägt, damit Fett und Flüssigkeiten in den integrierten Fettauffangbehälter fließen können.
Das Grillgut kann auf der Plancha mit Marinaden, Flüssigkeitsgemischen oder auch Alkohol übergossen werden. Beim Rostgrill führt das leicht zum „Fettfeuer“.
Auf einer Plancha lassen sich Fleisch, Fisch, Gemüse und Desserts ohne zusätzliche Hilfsmittel zubereiten, wodurch sie sich vom Rostgrill unterscheidet. Durch das indirekte „Grillen“ tropft kein Fett oder Flüssigkeiten auf eine offene Flamme – es entstehen keine krebserregenden polyzyklischen Kohlenwasserstoffe. Eine gut eingebrannte Plancha entwickelt eine brünierte Oberfläche, wie eine alte Eisenpfanne oder ein Gulaschtopf. Diese „Patina“ sorgt dafür, dass beim Grillen kein Öl mehr verwendet werden muss und verhindert das Rosten des Stahls.